# محمد كاليش
سفين كاليش (بالألمانية: Sven Kalisch)‏ (سابقاً محمد سفين كاليش) (ولد في 21 مارس عام 1966 في هامبورغ) هو محامي ألماني واستاذ في العقيدة الإسلامية في جامعة مونستر تحول إلى الإسلام من البروتستانتية، ثم غادره سنة 2010. في عام 2008 أعلن شكه في الوجود التاريخي لمحمد، وأن القرآن ليس كما يقول التقليد الإسلامي كلام الله حرفيًا وجهة نظره قوبلت بالتأييد والاعتراض، واعتبرته الجماعات الإسلامية المتطرفة مرتداً.

## نشأته وتعليمه
تحول كاليش إلى الإسلام من البروتستانتية حينما كان يبلغ من العمر 15 عاماً متبنيا المذهب الزيدي. و عمل محامياً مستقلاً في هامبورغ حتى عام 2001. في عام 2002 أصبح مؤهلا ليكون متخصص في الدراسات الإسلامية في جامعة هامبورغ. اهله عمله في الجامعة بعد ذلك ان يكون مؤهلا ليكون محاضرا في الدراسات الإسلامية. من سنة 2004 حتى سنة 2010 كان استاذا في العقيدة الإسلامية في مركز الدراسات الدينية في جامعة مونستر قبل أن يغير اسم مكتبه إلى «مكتب الدراسات الفكرية الشرق الأوسطية في الفترة بعد الأنتيكية» بعد خروجه من الإسلام. لا زال كاليش أستاذا وباحثا في جامعة مونستر بألمانيا.

## وصلات خارجية
- مقالة كاليش مترجمة إلى الإنجليزية
- النص الألماني الاصلي الكامل